# 安徽省历史文化名城
安徽省历史文化名城由安徽省人民政府公布。现已公布2批，共11个，其中4个已升格为中国历史文化名城，现有7个。
第一批安徽省历史文化名城：1989年公布，共4个
- 安庆（2005年4月14日升格为中国历史文化名城）
- 凤阳
- 桐城（2021年11月7日升格为中国历史文化名城）
- 黟县（2021年6月2日升格为中国历史文化名城）

第二批安徽省历史文化名城：1996年公布，共7个
- 涡阳
- 蒙城
- 潜山
- 和县
- 池州市
- 宣城市[1]
- 绩溪（2007年3月18日升格为中国历史文化名城）